# El Torreón (ganadería)
El Torreón es una ganadería española de reses bravas fundada en el año 1975 por Felipe Lafita Pardo. Desde su primera aparición estuvo formada hasta mediados de los años 70 con reses de Contreras, hasta que fue adquirida por su fundador, que eliminó todo el ganado existente de Contreras y la formó con reses de Torrestrella, Luis Algarra, Jandilla y Juan Pedro Domecq, cruzando de esta manera los encastes Torrestrella y Domecq, siendo este último mayoritario. Las reses pastan en las fincas de “El Torreón”, que da nombre a la ganadería, y “Aguadelespino”, ambas en el municipio cacereño de Santa Cruz de la Sierra; está inscrita en la Unión de Criadores de Toros de Lidia.

## Historia de la ganadería
En sus orígenes, la ganadería la formó Antonio Jiménez con reses del duque de Veragua y de los Srs. Flores; más tarde, su nieto Francisco Jiménez le añadió reses del conde de Santa Coloma y de Argimiro Pérez-Tabernero. Tras venderla en 1930, irá pasando por sucesivas ventas hasta 1954, cuando es adquirida por Natividad Jiménez del Rey. Esta se la venderá tres años después a Vicenta Pérez Lozano, anunciándola como Los Campillones; los Srs. Pérez Herrero la adquieren en 1962, variando el hierro y formando el actual.
En 1975 el arquitecto y ganadero Felipe Lafita Pardo compra la antigua ganadería de Los Campillones, elimina casi de inmediato todo el ganado anterior que era de encaste Contreras y desde 1977 empieza a lidiar como EL TORREÓN cruzando reses de Torrestrella, Luis Algarra Polera (Juan Pedro Domecq y Díez), Jandilla y Juan Pedro Domecq Solís, a las que añade en 1993 reses de El Torero (Salvador Domecq). El torero colombiano César Rincón cosechó éxitos notables con esta ganadería; en 1999 se la adquiere a Felipe Lafita y figura desde entonces como su propietario.

### Toros célebres
| Nombre   | Número | Capa     | Peso   | Fecha de lidia | Plaza de toros           | Torero              | Observaciones | Ref.                 |
| -------- | ------ | -------- | ------ | -------------- | ------------------------ | ------------------- | ------------- | -------------------- |
| Libiano  | 129    | Colorado | 581 kg | 22-08-2005     | El Puerto de Santa María | Jesuli de Torrecera | Indultado     | [ 9 ] [ 10 ] [ 11 ]  |
| Tontillo | 703    | Negro    | 526 kg | 07-08-2010     | La Coruña                | Luis Bolívar        | Indultado     | [ 12 ] [ 13 ] [ 14 ] |

## Características
La ganadería está conformada con reses de Encaste Juan Pedro Domecq de diversas procedencias. Atienden en sus características zootécnicas a las que recoge como propias de este encaste el Ministerio del Interior:
- Toros elipométricos y eumétricos, más bien brevilíneos con perfiles rectos o subconvexos, con una línea dorso-lumbar recta o ligeramente ensillada; y la grupa, con frecuencia, angulosa y poco desarrollada y las extremidades cortas, sobre todo las manos, de radios óseos finos.
- Bajos de agujas, finos de piel y de proporciones armónicas, bien encornados, con desarrollo medio, y astifinos, pudiendo presentar encornaduras en gancho. El cuello es largo y descolgado, el morrillo bien desarrollado y la papada tiene un grado de desarrollo discreto.
- Sus pintas son negras, coloradas, castañas, tostadas y, ocasionalmente, jaboneras y ensabanadas, estas últimas por influencia de la casta Vazqueña. Entre los accidentales destaca la presencia del listón, chorreado, jirón, salpicado, burraco, gargantillo, ojo de perdiz, bociblanco y albardado, entre otros.

También está formada con reses de encaste Torrestrella, dada la procedencia de la ganadería homónima. Según las características que recoge el Ministerio del Interior, presenta lo siguiente:
- Toros hondos, de buena alzada y desarrollo óseo, con morrillo destacado.
- Por lo general suelen ser bien armados con encornaduras que suelen dirigirse hacia arriba.
- Las pintas son muy variadas, destacando negros, colorados en todas sus variantes, castaños, tostados y con menor frecuencia cárdenos, ensabanados y jaboneros, pudiendo darse en menor medida salineros y sardos. Estos pelajes pueden ir acompañados por un gran número de accidentales, entre los que destaca la presencia del burraco y salpicado.

## Sanfermines

### 1995
Corrieron por primera y única vez los Sanfermines, participando en el último encierro de las fiestas; no dejaron corneados, aunque sí arrollaron a diversos corredores. La corrida de aquella tarde fue lidiada por César Rincón, Jesulín de Ubrique y Francisco Rivera Ordóñez.

## Premios y reconocimientos
- 2009: Premio a la mejor ganadería de la Feria taurina de Íscar, por una corrida lidiada por los diestros Manolo Sánchez, Sebastián Castella y Miguel Ángel Perera.[19][20]